# Krasňany
Krasňany (em húngaro: Karasznyán) é um município da Eslováquia, situado no distrito de Žilina, na região de Žilina. Tem 15,18 km² de área e sua população em 2018 foi estimada em 1.595 habitantes.

## Demografia
| Ano:        | 1994 | 2004    | 2014    | 2024    |
| ----------- | ---- | ------- | ------- | ------- |
| Broj ljudi: | 1118 | 1231    | 1466    | 1669    |
| Razlika:    |      | +10,10% | +19,09% | +13,84% |

| Ano:               | 2023 | 2024   |
| ------------------ | ---- | ------ |
| Número de pessoas: | 1660 | 1669   |
| Diferença:         |      | +0,54% |